# Ibrahima Konaté
Ibrahima Konaté (sinh ngày 25 tháng 5 năm 1999) là một cầu thủ bóng đá chuyên nghiệp người Pháp hiện đang thi đấu ở vị trí trung vệ cho câu lạc bộ Premier League Liverpool và đội tuyển bóng đá quốc gia Pháp.

## Sự nghiệp câu lạc bộ

### Sự nghiệp ban đầu
Konaté lớn lên ở Quận 11, Paris và chơi khi còn là một thiếu niên cho các đội trẻ của Paris FC. Khi 14 tuổi, anh đến F.C. Sochaux-Montbéliard và gia nhập học viện nội trú của họ ở tuổi 15. Anh bắt đầu sự nghiệp của mình ở vị trí tiền đạo, sau đó được kéo xuống đá ở vị trí tiền vệ trụ trước khi chuyển xuống trung tâm hàng thủ.

### Sochaux
Konaté có trận ra mắt chuyên nghiệp cho Sochaux trong trận thua 0-1 tại Ligue 2 trước Auxerre vào ngày 7 tháng 2 năm 2017, ở tuổi 17.

### RB Leipzig
Sau một mùa giải ra mắt thành công, với 12 trận và 1 bàn thắng trong nửa mùa giải, Konaté gia nhập RB Leipzig tại Bundesliga vào ngày 12 tháng 6 năm 2017 theo một bản hợp đồng 5 năm dưới dạng chuyển nhượng tự do. Konaté ghi bàn thắng đầu tiên cho Leipzig trong chiến thắng 4-0 trước Fortuna Düsseldorf.

### Liverpool
Vào ngày 28 tháng 5 năm 2021, Liverpool thông báo rằng họ đã đạt được thỏa thuận với RB Leipzig để mua Konaté vào ngày 1 tháng 7, trong khi chờ thông quan quốc tế và giấy phép lao động được cấp. Câu lạc bộ đã đồng ý các điều khoản cá nhân với cầu thủ vào tháng 4 năm 2021 và kích hoạt điều khoản giải phóng khoảng 36 triệu bảng vào tháng 5 năm 2021.
Anh ra mắt Liverpool trong chiến thắng 3-0 trước Crystal Palace tại vòng 5 Premier League.

## Sự nghiệp quốc tế
Sinh ra ở Pháp, Konaté là người gốc Mali. Anh đại diện cho lứa trẻ Pháp trên các đấu trường quốc tế.

## Phong cách thi đấu
Konaté được so sánh với Virgil van Dijk do cùng vị trí thi đấu, khả năng tắc bóng, tốc độ và sức mạnh. Guido Schafer nói rằng: "Cậu ấy cao, nhanh nhẹn, kỹ thuật tốt và hơi giống Virgil van Dijk... Cậu ấy có tiềm năng rất cao. Cậu ấy là một vận động viên tuyệt vời, cậu ấy có tốc độ tốt và không có những pha tắc bóng ngớ ngẩn  - cậu ấy là một cầu thủ thông minh." Konaté cũng nổi tiếng với khả năng chuyền bóng và tranh chấp trên không.

## Danh hiệu
Liverpool
- Premier League: 2024–25
- FA Cup: 2021–22
- EFL Cup: 2021–22, 2023–24
- FA Community Shield: 2022
- UEFA Champions League á quân: 2021–22